# Коефіцієнти Клебша — Ґордана
Коефіцієнти Клебша — Ґордана — набір чисел, що виникають у квантовій механіці при описі взаємодії кутових моментів, і позначаються {\displaystyle (j_{1}j_{2}m_{1}m_{2}|jm)} або {\displaystyle C_{j_{1}m_{1}j_{2}m_{2}}^{jm}}. З математичної точки зору, коефіцієнти Клебша — Ґордана виникають у теорії представлень (зокрема компактних груп Лі) при розкладі тензорного добутку двох незвідних представлень у пряму суму незвідних представлень, якщо відомі їх кількість та форма. Коефіцієнти названі на честь німецьких математиків Альфреда Клебша (1833–1872) та Пауля Ґордана (1837–1912), які розв'язали аналогічну задачу в теорії інваріантів.

## Означення
Вектори стану багатьох квантових систем можна вибрати таким чином, щоб вони були власними функціями квадрата оператора кутового момента і його проєкції на певну вісь. Такі вектори стану характеризуються двома квантовими числами j та m, відповідні власні значення:
{\displaystyle {\hat {J^{2}}}|jm\rangle =\hbar ^{2}j(j+1)|jm\rangle }
{\displaystyle {\hat {J}}_{z}|jm\rangle =\hbar m|jm\rangle },
де {\displaystyle \hbar } — зведена стала Планка.
Систему, що складається із двох незалежних підсистем, кожна з яких має власний кутовий момент, можна характеризувати чотирма квантовими числами: {\displaystyle j_{1}}, {\displaystyle m_{1}} та {\displaystyle j_{2}}, {\displaystyle m_{2}}. Вектор стану такої системи можна записати як {\displaystyle |j_{1}m_{1}\rangle |j_{2}m_{2}\rangle }.
Однак, такий вибір власних векторів стану не єдиний. Квадрат оператора суми операторів кутових моментів
{\displaystyle {\hat {\mathbf {J} }}^{2}=({\hat {\mathbf {J} }}_{1}+{\hat {\mathbf {J} }}_{2})^{2}}.
комутує з операторами {\displaystyle {\hat {\mathbf {J} }}_{1}^{2}} та {\displaystyle {\hat {\mathbf {J} }}_{2}^{2}}. Те ж саме стосується проєкції оператора сумарного моменту:
{\displaystyle {\hat {\mathbf {J} }}_{z}={\hat {\mathbf {J} }}_{1z}+{\hat {\mathbf {J} }}_{2z}}.
Тому сумарну систему можна характеризувати чотирма квантовими числами: {\displaystyle j_{1}}, {\displaystyle j_{2}}, {\displaystyle j}, {\displaystyle m}, де числа без індексів відносяться сумарної системи. Відповідний вектор стану позначається
{\displaystyle |j_{1}j_{2}jm\rangle }. Нові, сумарні, вектори стану можна подати, як лінійну комбінацію старих, індивідуальних, векторів стану {\displaystyle |j_{1}m_{1}\rangle |j_{2}m_{2}\rangle }. Коефіцієнти цієї лінійної комбінації називаються коефіцієнтами Клебша — Ґордана:
{\displaystyle |j_{1}j_{2}jm\rangle =\sum _{m_{1},m_{2}}(j_{1}j_{2}m_{1}m_{2}|jm)|j_{1}m_{1}\rangle |j_{2}m_{2}\rangle }.

## Властивості
Коефіцієнти Клебша — Ґордана відмінні від нуля тільки тоді, коли
{\displaystyle m=m_{1}+m_{2}\,}.
Крім того, квантове число сумарного орбітального моменту задовольняє умові трикутника:
{\displaystyle |j_{2}-j_{1}|\leq j\leq |j_{1}+j_{2}|}.
Справедливі умови ортогональності та нормування:
{\displaystyle \sum _{jm}(j_{1}j_{2}m_{1}m_{2}|jm)(j_{1}j_{2}m_{1}^{\prime }m_{2}^{\prime }|jm)=\delta _{m_{1},m_{1}^{\prime }}\delta _{m_{2},m_{2}^{\prime }}}
{\displaystyle \sum _{m_{1},m_{2}}(j_{1}j_{2}m_{1}m_{2}|jm)(j_{1}j_{2}m_{1}m_{2}|j^{\prime }m^{\prime })=\delta _{j,j^{\prime }}\delta _{m,m^{\prime }}},
де {\displaystyle \delta _{ij}} — символ Кронекера.